# Body Parts (Star Trek: Deep Space Nine)
"Body Parts" és el 25è i penúltim episodi de la quarta temporada de la sèrie de televisió de ciència-ficció estatunidenca Star Trek: Deep Space Nine, el 97è de tota la sèrie. Originalment es van emetre en redifusió a partir del 10 de juny de 1996. Està dirigida pel membre del repartiment de la sèrie Avery Brooks, que interpreta Benjamin Sisko, i va ser escrit per Hans Beimler.
Ambientada al segle XXIV, la sèrie segueix les aventures a Espai Profund 9, una estació espacial situada prop d'un forat de cuc estable entre els Quadrants Alfa i Gamma de la Via Làctia, prop del planeta Bajor, mentre els bajorans es recuperen d'una brutal ocupació de dècades pels imperialistes cardassians. El Quadrant Gamma acull un imperi hostil conegut com el Domini, governat pels Fundadors que canvien de forma. A la quarta temporada, els cardassians han fet les paus amb els bajorans, però estan lluitant una guerra difícil amb els klíngons. Aquest és un dels diversos episodis que se centren en els ferengi, una espècie coneguda per la seva dedicació a obtenir beneficis. El taverner ferengi Quark, creient que està malalt terminal, subhasta les seves restes; quan descobreix que el diagnòstic era incorrecte, ha d'incomplir el contracte o posar fi a la seva vida per lliurar la mercaderia.
L'episodi també introdueix l'embaràs real de l'actriu Nana Visitor a la història transferint l'embaràs del personatge Keiko O'Brien al personatge de Visitor, la Major Kira Nerys, després d'un accident.

## Argument
Quark s'assabenta que té una malaltia rara que el matarà en una setmana. Per recaptar diners per pagar els seus deutes abans de morir, subhasta les seves restes, acceptant una oferta anònima per 500 lingots de latinum premsat en or. Unes hores més tard, descobreix que el seu examen mèdic era errònia i que no està a punt de morir.
El licitador resulta ser el vell adversari de Quark, Brunt, un agent de l'Autoritat Comercial Ferengi. Brunt exigeix que Quark compleixi la seva part del contracte proporcionant les seves restes, ignorant les protestes de Quark que viurà. Quark s'enfronta a les opcions de suïcidar-se, que algú el mati o trencar el contracte, un acte que comportarà la pèrdua de la seva llicència comercial, la confiscació de les propietats de la seva família i l'ostracisme per part d'altres ferengi.
Quark decideix complir el seu contracte i intenta contractar l'exespia Garak per matar-lo. Tanmateix, té por d'aprovar qualsevol dels mètodes de matança que proposa Garak. Aquella nit, Quark té un somni en què coneix Gint, el primer Gran Nagus dels ferengi i l'autor de les sagrades Regles d'adquisició. Explicant que les Regles només eren suggeriments i que només es van anomenar "Regles" amb finalitats de màrqueting, Gint aconsella a Quark que trenqui el contracte.
L'endemà al matí, Quark reemborsa el latinum de Brunt i trenca el contracte. Brunt revoca immediatament la llicència comercial de Quark i confisca tots els seus actius. Per sorpresa de Quark, els seus clients i la tripulació d’Espai Profund 9 l'ajuden portant-li tots els subministraments i equips que necessita per reprendre les operacions, amb el pretext d'utilitzar el bar per guardar mobles mentre hi ha parts de l'estació en reparació. Tot i que Quark està aïllat de la societat ferengi, torna a la feina i s'adona de com de valuosos són els seus amics a l'estació.
Mentrestant, l'embarassada Keiko O'Brien resulta ferida en un accident de runabout; per salvar-la a ella i a l'embaràs, el Dr. Bashir realitza una cirurgia d'emergència per transferir el fetus al cos de la major Kira. Kira no té cap problema en ser mare de lloguer, però Keiko i el seu marit Miles al principi se senten incòmodes amb la idea que una altra dona porti el seu fill. Finalment ho accepten i demanen a Kira que es mudi amb ells per poder estar més a prop del nen.

## Actors convidats
- Max Grodénchik - Rom i Gint
- Andrew J. Robinson - Garak
- Rosalind Chao - Keiko
- Hana Hatae - Molly
- Jeffrey Combs - Brunt

## Producció
Els guionistes havien descobert que Nana Visitor estava embarassada i no estaven segurs de com integrar el seu embaràs a la sèrie. Ja havien deixat embarassada Keiko O'Brien i no volien tenir dos personatges visiblement embarassats, però tampoc volien limitar Kira Nerys amagant-la darrere d'un escriptori, com havien fet amb el personatge de Gates McFadden a Star Trek: La nova generació durant el seu embaràs. Ira Steven Behr ho va comentar a la seva dona Laura i ella simplement va suggerir que traslladessin el nadó de Keiko a Kira. El consultor científic André Bormanis va pensar que la idea posava a prova la credulitat, però era la seva feina fer-la semblar almenys plausible. Bormanis va consultar amb un patòleg, John Glasco, que pensava que era inversemblant, tot i que potser no impossible amb l'ajuda de la tecnologia futura.
"Body Parts" va ser dirigida per Avery Brooks, l'actor que va interpretar Sisko.

## Recepció
L'episodi va rebre una qualificació Nielsen de 5,1 en la seva data d'emissió inicial.
Una retrospectiva del 2014 de Keith R. A. DeCandido va elogiar l'episodi i li va donar una puntuació de 8/10. DeCandido va escriure que la interpretació dels personatges ferengi, en particular de Max Grodénchik (Eom), va ser excel·lent, i va recolzar una exploració interessant tant de com Quark era similar com també diferia de la cultura ferengi en general. Tot i que pensava que la subtrama de l'embaràs de Kira i Keiko era òbviament artificial, clarament hi era per satisfer una necessitat del món real, no ocupava massa temps i permetia que els episodis posteriors utilitzessin Visitor sense restriccions sense necessitat d'angles de càmera complicats.
El 2018, SyFy va recomanar l'episodi en una guia de visionat abreujada per a episodis amb el personatge Kira Nerys.

## Extern enllaços
- Body Parts a Memory Alpha
- "Body Parts" a Wayback Machine (arxivat de l'original a StarTrek.com)